# Myrmarachne borneensis
Myrmarachne borneensis là một loài nhện trong họ Salticidae.
Loài này thuộc chi Myrmarachne. Myrmarachne borneensis được Elizabeth Maria Gifford Peckham & George William Peckham miêu tả năm 1907.